# Río Trotuș
El río Trotuș (en húngaro: Tatros) es un corto río de la cuenca del Danubio que discurre por el este de Rumania, un afluente por la derecha del río Siret. Nace en las montañas de Ciuc, en los Cárpatos orientales, y se une al Siret después de pasar por las localidades de Comănești y Onești, en el condado de Bacău. Tiene una la longitud, desde su nacimiento hasta su confluencia con el Siret, de 162 km y drena una cuenca de 4456 km².

## Ciudades y pueblos
A lo largo del río Trotuș se encuentran las siguientes ciudades y pueblos, desde el nacimiento hasta la desembocadura: Lunca de Sus, Lunca de Jos, Ghimeș-Făget, Palanca, Agăș, Comănești, Dărmănești, Târgu Ocna, Onești y Adjud.

## Afluentes
Los siguientes ríos son afluentes del río Trotuș (desde el nacimiento hasta la desembocadura):
- izquierda: Gârbea, Valea Întunecoasă, Antaloc, Valea Rece, Bolovăniș, Tărhăuș, Șanț, Cuchiniș, Brusturoasa, Caminca, Șugura, Dracău, Agăș, Seaca, Ciungi, Asău, Urmenraci, Cuchini, Lariău, Urmenraciș, Cuchini, Lariălă Tazlău, Pârâul Mare
- derecha: Comiat, Bothavaş, Ugra, Boros, Valea Capelei, Aldamas, Popoiul, Ciugheş, Cotumba, Grohotiş, Sulta, Ciobanus, Sopan, Uz, Dofteana, Slănic, Nicoreşti, Oituz, Casin, Găureana, Gutinaş, Bogdana, Gârbovana, Caiuti, Popeni, Bâlca, Domoșița